# علاء الدين أجراي
علاء الدين أجراي هو لاعب كرة قدم مغربي، يشغل مركز مهاجم.

## روابط خارجية
- علاء الدين أجراي على موقع Soccerway.com (الإنجليزية)
- علاء الدين أجراي على موقع كووورة